# 2004 FH
2004 FH és el nom provisional d'un asteroide descobert el 16,34557 UTC de març de 2004 per l'equip del LINEAR, en el Lincoln Laboratory MTS, en Socorro (Nou Mèxic), Estats Units d'Amèrica.
És l'objecte celeste de grans dimensions que més s'ha apropat a la Terra. El 18 de març de 2004, a les 22h 4m 48s, es va apropar a 0,0003282 unitats astronòmiques, o el que és igual a 49.112,98 km de distància.
Té una grandària de 20 a 30 m i un període de revolució de 0,74 anys (uns 270 dies).
La seva òrbita va ser sensiblement modificada per l'atracció terrestre.